# Kazanlak
Kazanlak (búlgar: Казанлъ̀к; transliteracions alternatives: Kazanlâk, Kazanlik, Kazanlǎk, Kazanluk) és una ciutat de Bulgària a la Província de Stara Zagora, localitzada al mig de la plana del mateix nom, als peus de la Serralada dels Balcans, a l'est de la Vall de les Roses. És el centre administratiu del Municipi de Kazanlâk.
La ciutat està dins dels 30 centres industrials més importants de Bulgària i té una població de 49.506 habitants (desembre del 2009).
És el centre d'extracció de l'oli de roses de Bulgària i la producció d'aquest article és un dels símbols principals de la ciutat.

## Història

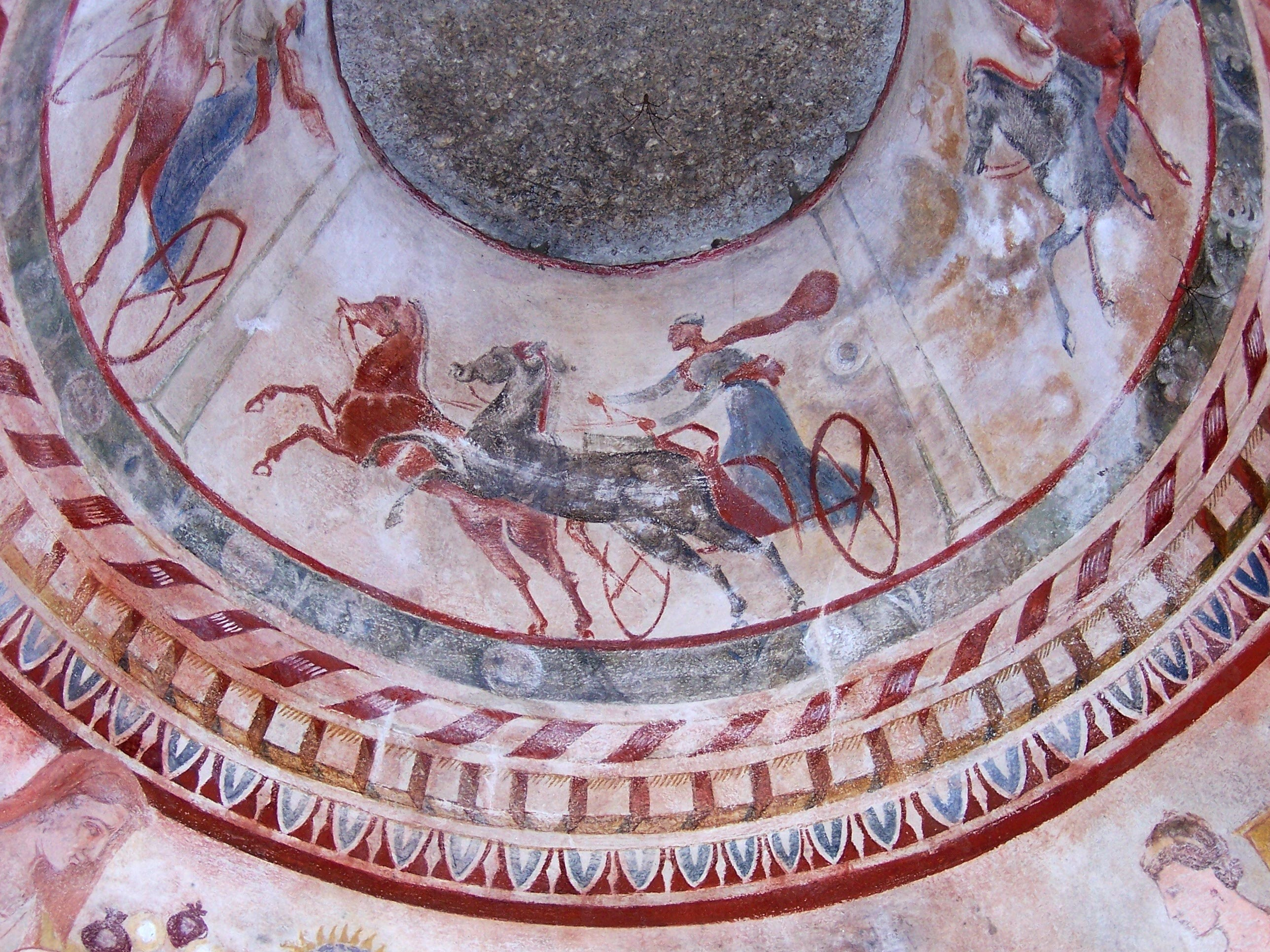
Fresc del Tomba tràcia de Kazanlâk, declarada Patrimoni de la Humanitat per la UNESCO.

L'assentament més antic a la zona en la qual avui en dia hi ha la ciutat data de l'època neolítica (6-5 mil·lenni aC). Durant els segles IV i III aC, les terres del riu Tundzha superior, estaven sota la tutela del rei traci Seutes III i foren un lloc important en el desenvolupament històric de la Regió de Tràcia durant el Període hel·lenístic. La ciutat tràcia de Seutòpolis fou descoberta a prop de Kazanlâk quan es va construir l'embassament de Koprinka. Al segle IV aC, a prop de l'antiga capital tràcia de Seuthopolis i a prop de la ciutat actual, es va construir una magnífica tomba tràcia, que ha estat declarada per la UNESCO com Patrimoni de la Humanitat el 1979. De la tomba se'n destaquen uns frescos que representen una parella traci en una celebració d'un funeral.
A l'edat Mitjana, la vall va esdevenir el centre administratiu de la regió de Krun, manada pel boiar Aldimir. després del 1370, Kazanlâk va passar a formar part de l'Imperi Otomà.

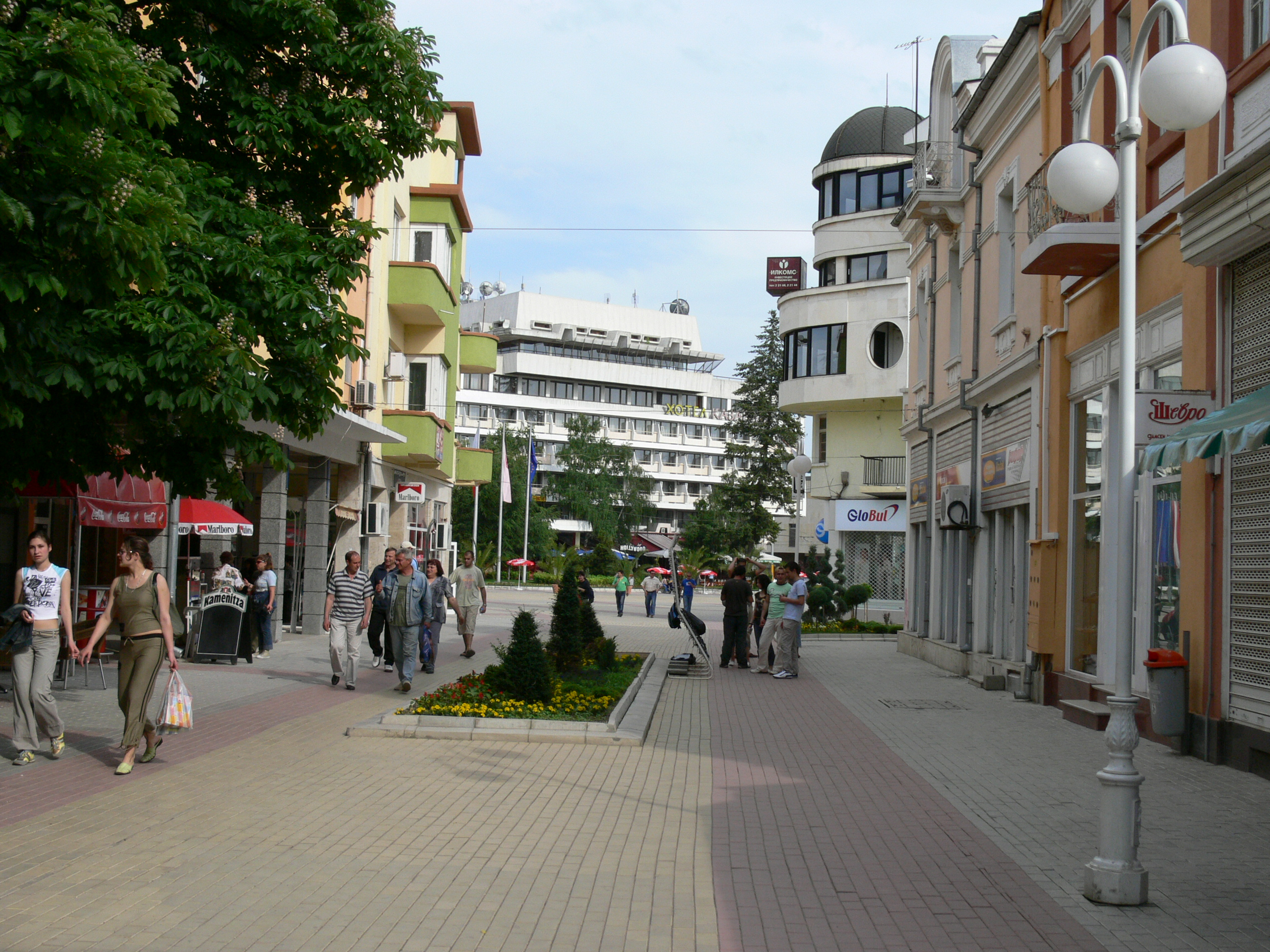
Centre històric de Kazanlâk, a la plaça de Seutòpolis.

La ciutat moderna es remunta als inicis del segle xv. Fou fundada com una fortalesa militar per a protegir el Coll de Shipka i després es va desenvolupar com una ciutat artesanal. Es van desenvolupar més de 50 artesanies com l'adobat de pells, l'artesania del coure, de l'or, el tèxtil, la fabricació de calçat i sobretot el cultiu de roses, que eren importades de l'Índia via Pèrsia, Síria i Turquia. Aquesta indústria ha resultat la més important de la ciutat i el seu oli de roses fins i tot ha guanyat premis internacionals a les exposicions internacionals de París, Londres, Filadèlfia, Anvers i Milà. Després de la independència de Bulgària, hi va haver una crisi de les artesanies per la pèrdua de mercats que va seguir la caiguda de l'Imperi Otomà. Es van desenvolupar indústries tèxtils, aeroespacials i militars.

## Geografia

### Clima
El clima búlgar és temperat, amb temperatures entre els 0 °C i els 1,5 °C al gener i fins als 21 °C al juliol.
Les temperatures primaverals creixen d'hora i a la primera meitat del mes de març se situen per sobre els 5 °C, i a la meitat d'abril ja arriben com a mínim als 10 °C, tot i que encara pot ser més calorós.
Les temperatures estiuenques són moderades i la mitjana de pluges és relativament alt, sobretot als inicis de l'estiu. Durant la segona meitat de l'estiu i el començament de la tardor plou de manera relativament continuada. Fins a la meitat de novembre, la temperatura mitjana de la tardor està per damunt dels 5 °C fins a finals d'octubre.
L'hivern és suau, amb relativament poques precipitacions de neu i temperatures mínimes baixes. El mes més plujós és el juny i els menys són el febrer i el març. Generalment, la direcció del vent és des del nord-est.

### Relleu

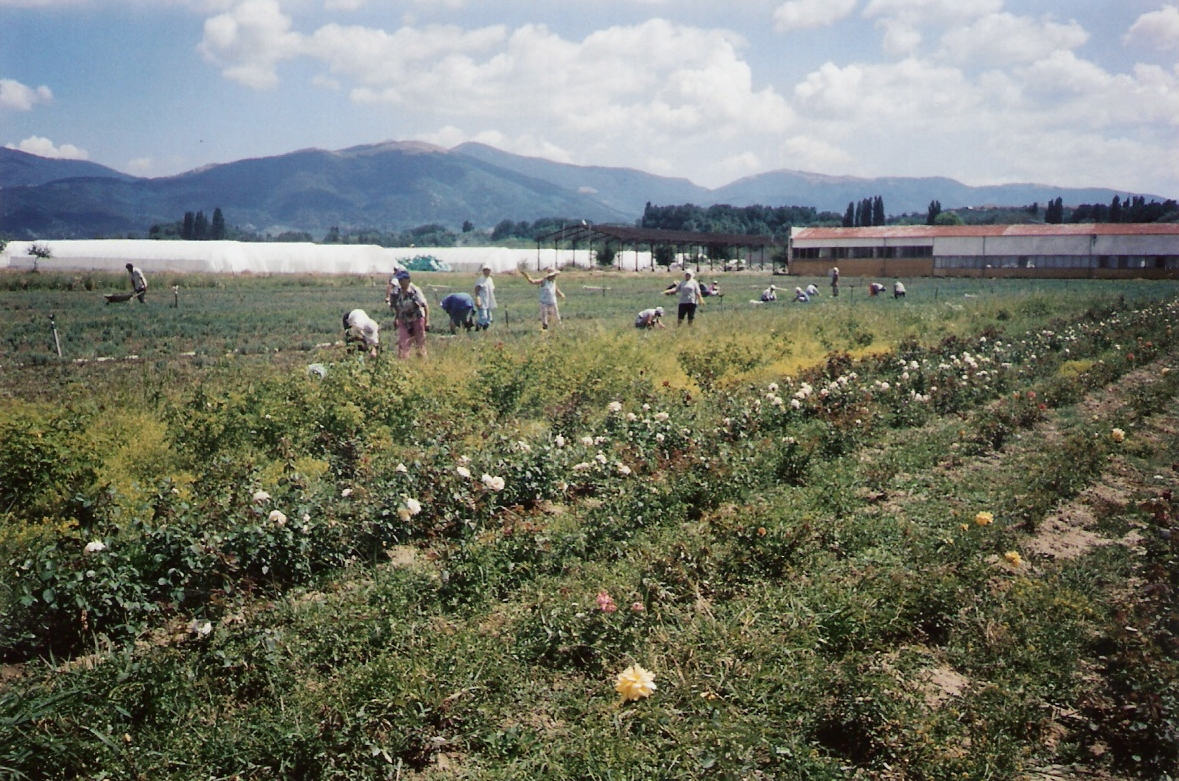
Cams de roses a la Vall de les Roses, amb les muntanyes balcàniques al fons.

La ciutat de Kazanlâk i la regió dels voltants estan situats a la part occidental de la Vall de Kazanlâk. Hi ha diversos tipus de sòl, sobretot sòls marronosos (50%), seguits per terres cultivades per oleaginoses terres herboses.
La Vall de Zazanlâk fou formada durant el període Quaternari, amb l'ascensió de les muntanyes dels Balkans i de Sredna Gora i el descens dels camps de Fore-Balkan. La vall està irrigada per fonts minerals a prop de les viles d'Ovoshtnik, Yagoda i la ciutat de Pavel Banya.
Morfològicament, la Vall de Kazanlâk està dividida en tres zones. La zona occidental és la més àmplia i té molts turons degut als nombrosos al·luvions existents, formats pels rius que descendeixen dels Balcans. Tot i que l'altitud mitjana és de 350 m per damunt del nivell del mar, s'arriba a elevacions de fins a 500 metres. La zona central és més estreta i més baixa i la zona oriental té un relleu molt més complex.

### Sòl i recursos minerals
El sòl està relacionat amb el relleu, el clima, la flora i l'activitat humana. El medi ambient búlgar ha produït 20 tipus i sub-tipus de sòl diferents.
Aquesta regió està caracteritzada sobretot per sòls boscosos. L'acumulació de materials de les conques dels rius Tundzha i Ennska han format tipus de sòls al·luvials. El drenatge i la base geològica, juntament amb una vegetació forestal termòfila resistent a la sequera són la raó de la propagació dels sòls forestals.
S'ha produït una erosió important en les terres cultivades. Els sòls al·luvials són molt productius i cobreixen dos terços del territori i constitueixen una obstrucció al creixement de la ciutat.
Les terres són plantades sobretot de roses i plantes perennes. Només es troben terres poc productives o degradades al nord-est de la Vall, part de les quals són cobertes per pastures i prats. Aquesta regió no és rica en recursos minerals importants.
Entre altres, s'extreu sorra, grava i granit.

### Recursos hídrics

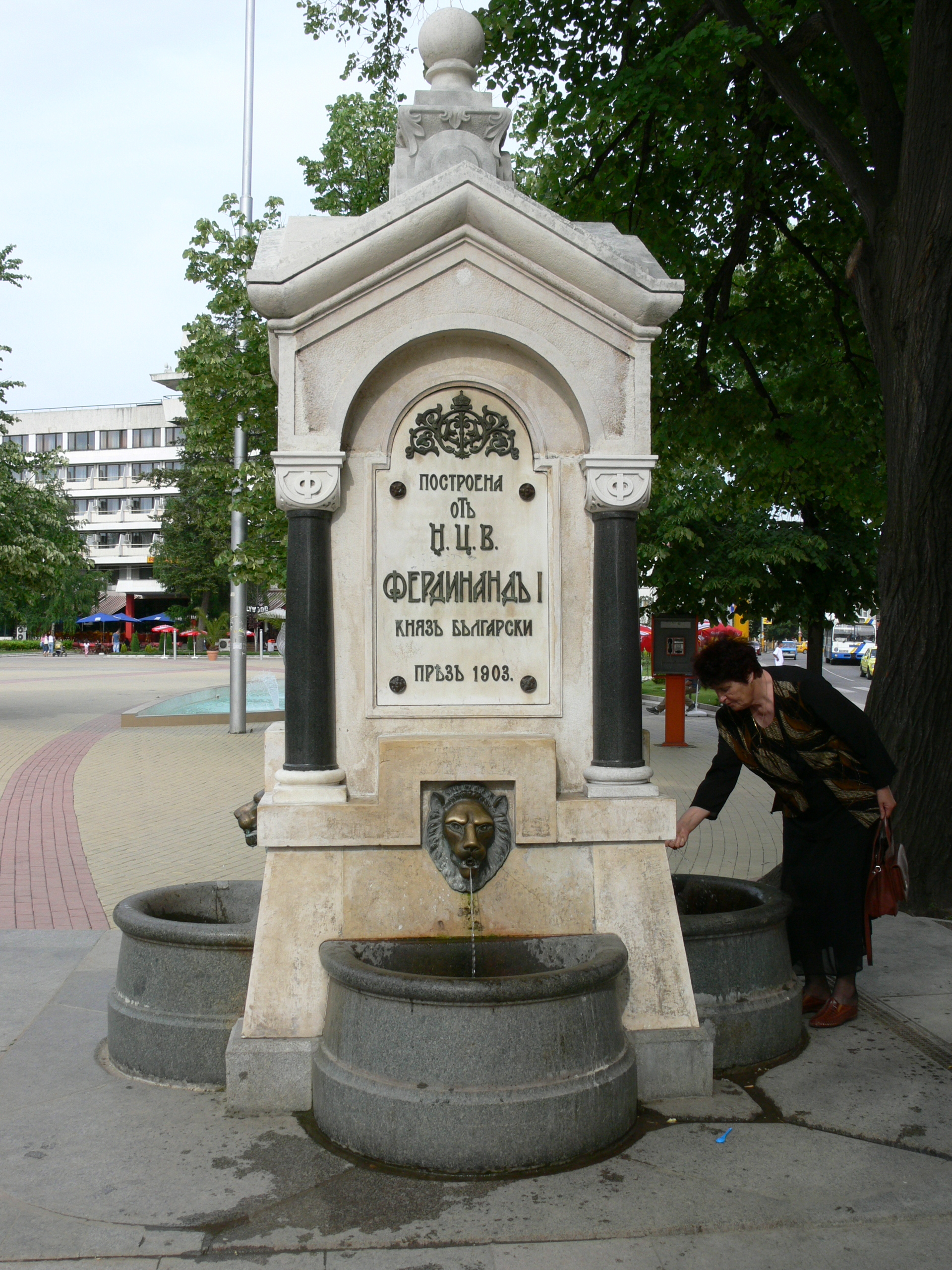
Luvova Cheshma, or la Font del Lleó, fundada el 1903, a la plaça Seuthopolis.

La Vall de Kazanlâk està drenada pel riu Tundzha i els seus tributaris. El riu Tundzha creix a la part alta de la part oriental dels Balcans de Mont Botev i es dirigeix a la confluència amb el riu Maritsa. L'allargada total d'aquesta secció búlgara del riu és de 349,5 km i la seva àrea de drenatge bàsica és de 7.834 km². El riu descendeix lentament a la Vall de Kazanlâk, proper als vessants septentrionals de la muntanya de Sredna Gora.
A la resclosa de Koprinka, hi arriben uns 9,5 metres cúbics per segon; a la ciutat de Knezha, 31,14 metres cúbics per segon. Tot i això, el nivell de l'aigua no és el mateix durant tot l'any. El màxim és a la primavera (abril i maig) degut al desgel.
Els rius rius Tazha, Leshnitsa, Eninska i Maglizhka i els seus tributaris baixen de les valls balcàniques, creant llocs de remarcable bellesa. El riu Kran passa per la ciutat de Kran i recull molts afluents primaverals de l'occident de la ciutat i conflueix amb el riu Tundzha.
El riu Eninska baixa pels Balcans i recull moltes rieres de la part oriental de Kazanlâk i conflueix amb el riu Tundzha al sud de la ciutat.
Molts barrancs baixen dels vessants del Cim de Tulbeto (al nord-est de la ciutat) quan plou. Els rius Eninska i Kranska tenen canals que irriguen la ciutat.

## Població
Durant la primera dècada posterior a la Independència de Bulgària, als 1880, la població de Kazanlâk era d'uns 9000 habitants. Des de llavors, la població va anar augmentant dècada rere dècada, sobretot per la immigració de les zones rurals i de les petites ciutats dels voltants. El 1985 va arribar al màxim de la població: tenia més de 60.000 habitants. Posteriorment, la població començà a minvar ràpidament per la crisi econòmica de les províncies búlgares durant els 1990 que va provocar un èxode cap a Sofia i altres llocs.
Plantilla:Table BG town population

## Cultura i turisme

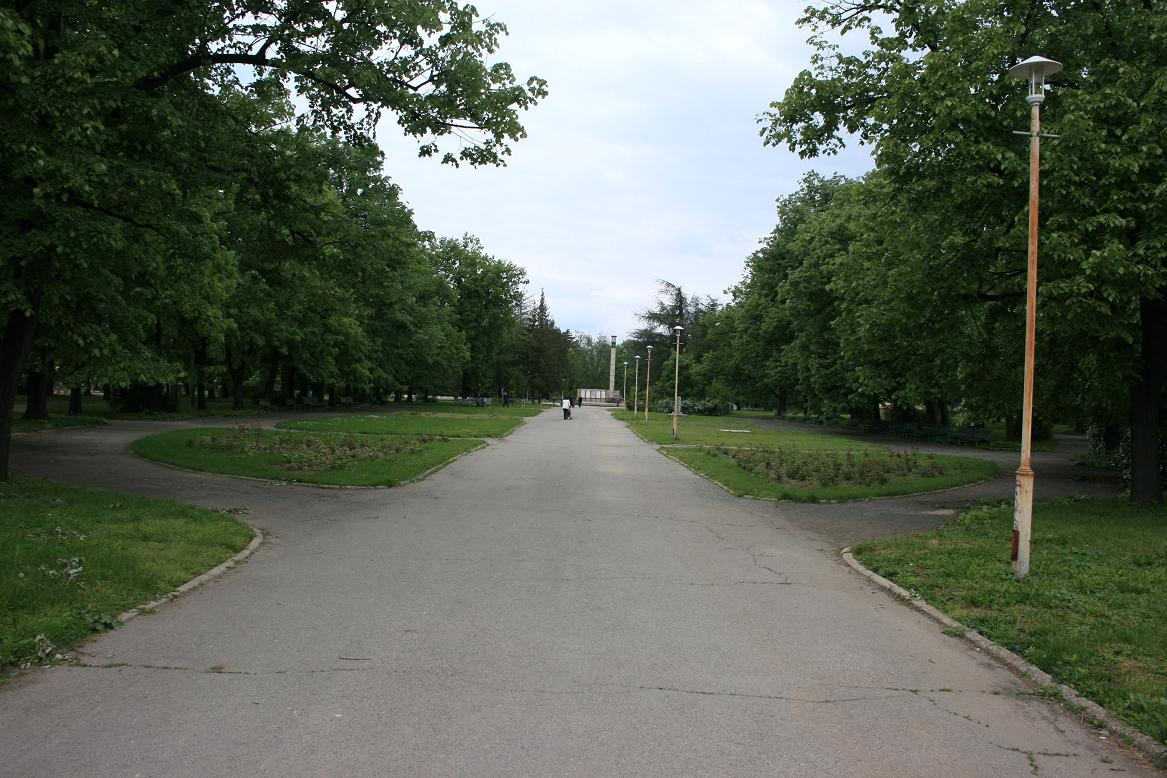
Rosarium Park.

Kazanlâk té una llarga is sòlida tradició cultural i artística. El centre cultural de Kazanlâk és Chitalishte, fundat el 1860 i que té un teatre, un museu, una biblioteca i un cinema. També va hostatjar el primer teatre de l'òpera de Bulgària, Siromahkinya.
- Museu d'Història de la Ciutat Iskra: És un dels primers museus provincials de Bulgària. Fou fundat el 29 de juny del 1901 per Peter Topuzov. Hi ha exhibits més de 50.000 objectes sobre la història de Kazanlâk des dels temps antics fins a l'actualitat. Té exposicions sobre la ciutat tràcia de Seuthopolis.
- Complex etnogràfic Koulata: Proper a la tomba tràcia de Kazanlâk. S'hi mostra l'arquitectura tradicional del període del Bulgarian National Revival (segles XVIII-XIX). El complex és visitable des del 1976. També s'hi veuen vestits tradicionals i altres objectes sobre l'etnologia de la zona i sobre la indústria de la rosa.
- Parc Nacional Buzludzha:Està situat a l'est del Coll de Shipka. Té una importància històrica molt important; fou on Hadzhi Dimitar va caure en una batalla quan lluitava contra els enemics turcs. Hi ha esports d'hivern i turisme natural.

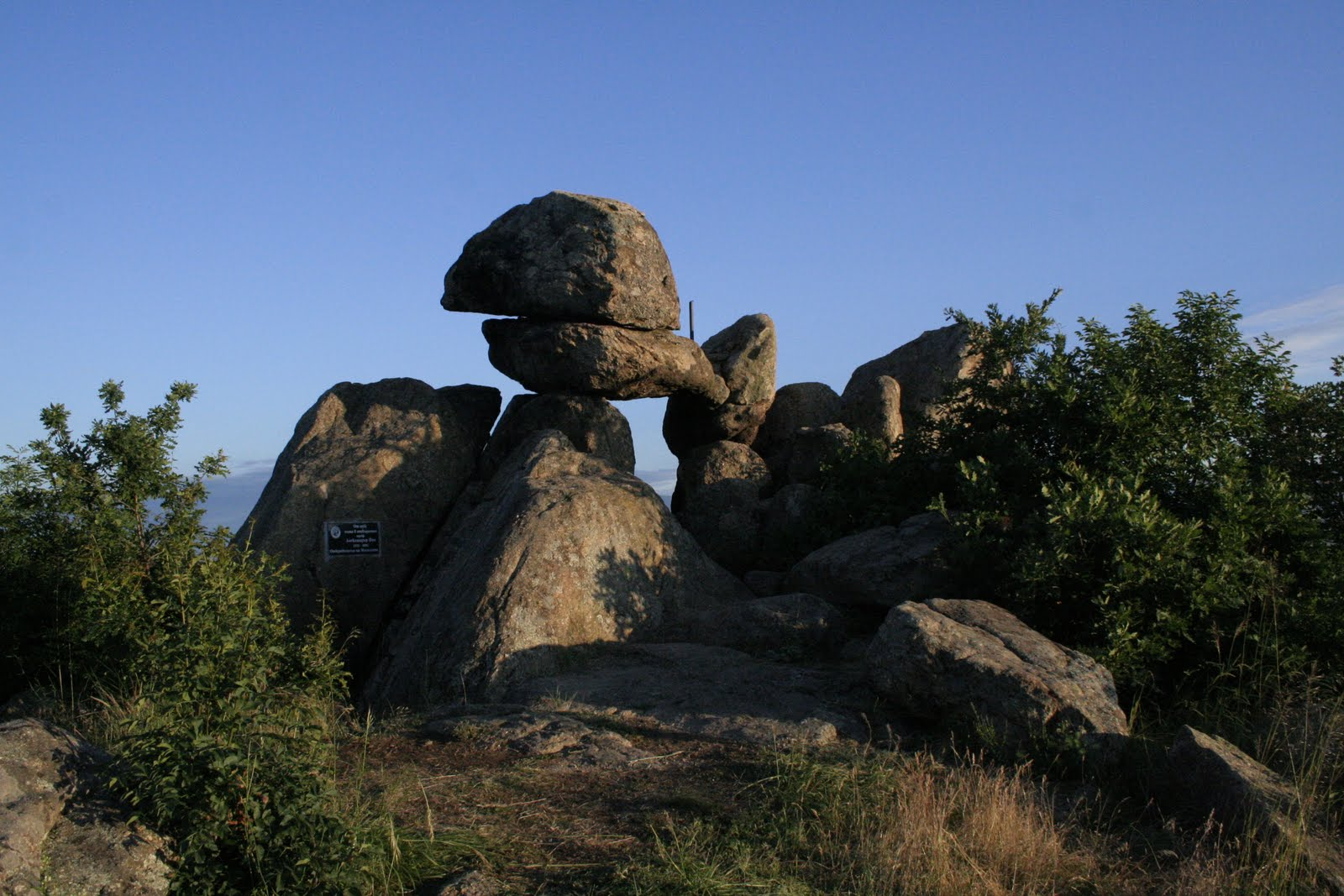
El megàlit Buzovgrad

- El megàlit Buzovgrad: Està als peus de les muntanyes Sredna Gora, a prop de la vila de Buzovgrad, 5 km al sud de Kazanlâk. El lloc ha estat considerat com un santuari traci per Alexander Fol que representava la porta a l'altre món.
- Parc Nacional Shipka:Està a la zona dels enfrontaments entre els Russos i els Turcs a la Guerra d'Alliberació dels 1870. Hi ha molts memorials i reminiscències de la batalla. Turisme natural i de relax.

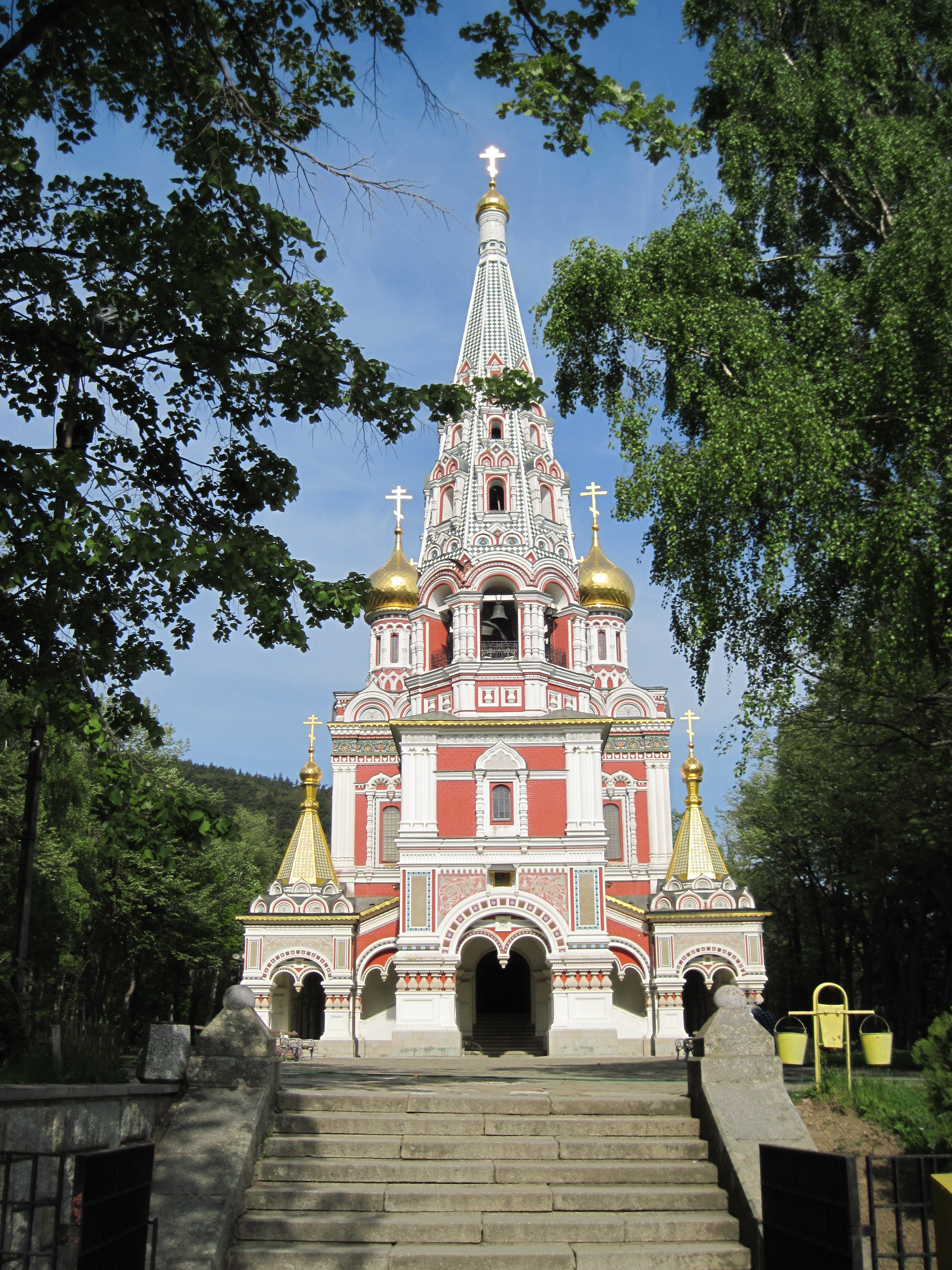
L'església-memorial en estil rus de Shipka.

- L'església-memorial de Shipka. Està a 12 km al nord de Kazanlâk, a prop de la ciutat de Shipka. Fou erigida durant la independència de Bulgària com un monument ruso-búlgar. Fou consagrada el 27 de setembre del 1902.

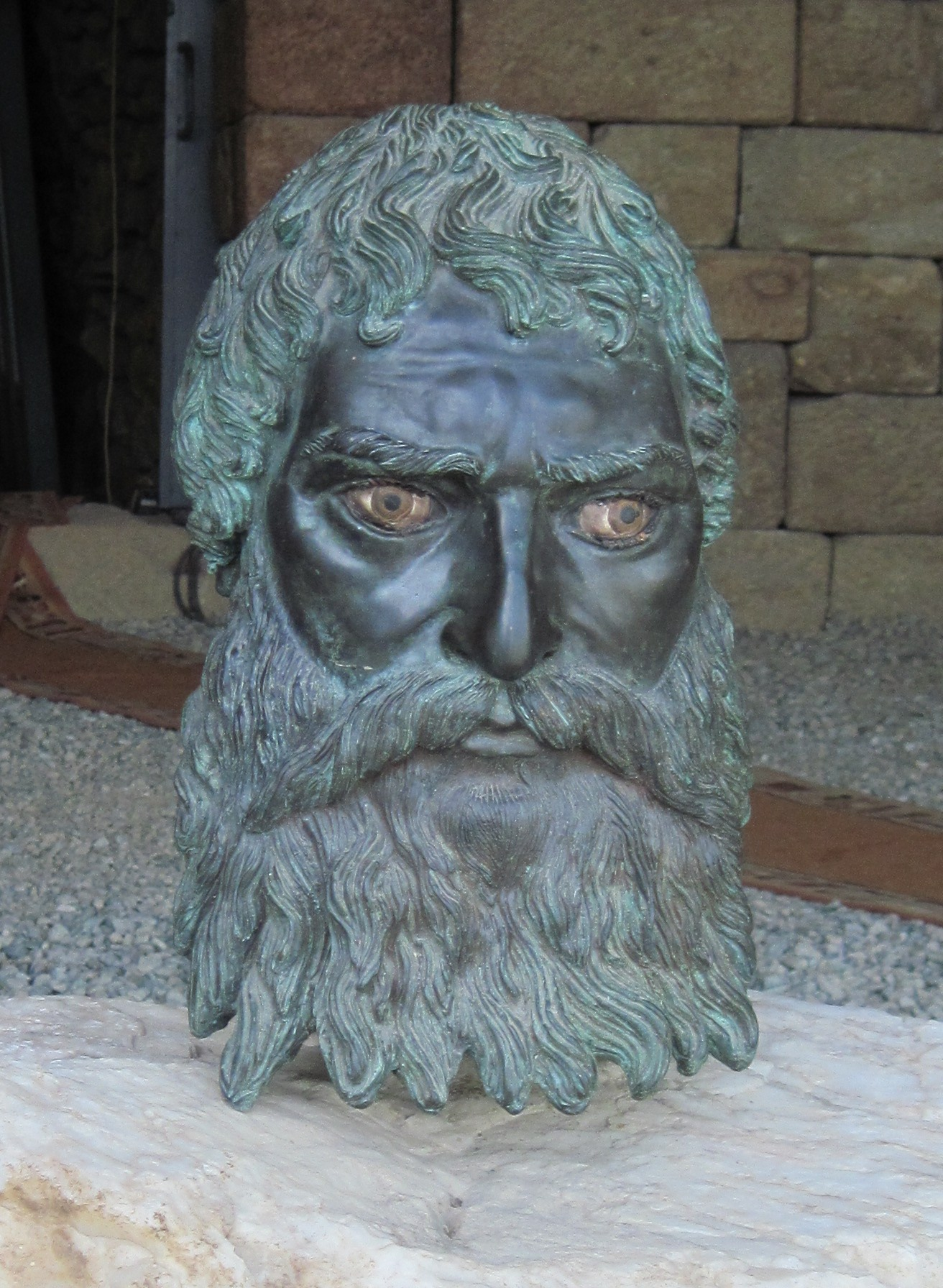
Reproducció d'un bust, retrat de Seutes III, de la tomba de Kosmatka.

- La Tomba de Kosmatka:És un dels més impressionants monuments de la civilització Tràcia a la Vall dels Reis Tracis (Kazanlâk). És un temple-tomba de l'heroi reial Seutes III. La tomba fou explorada per un equip d'arqueòlegs el 2004.

## Economia

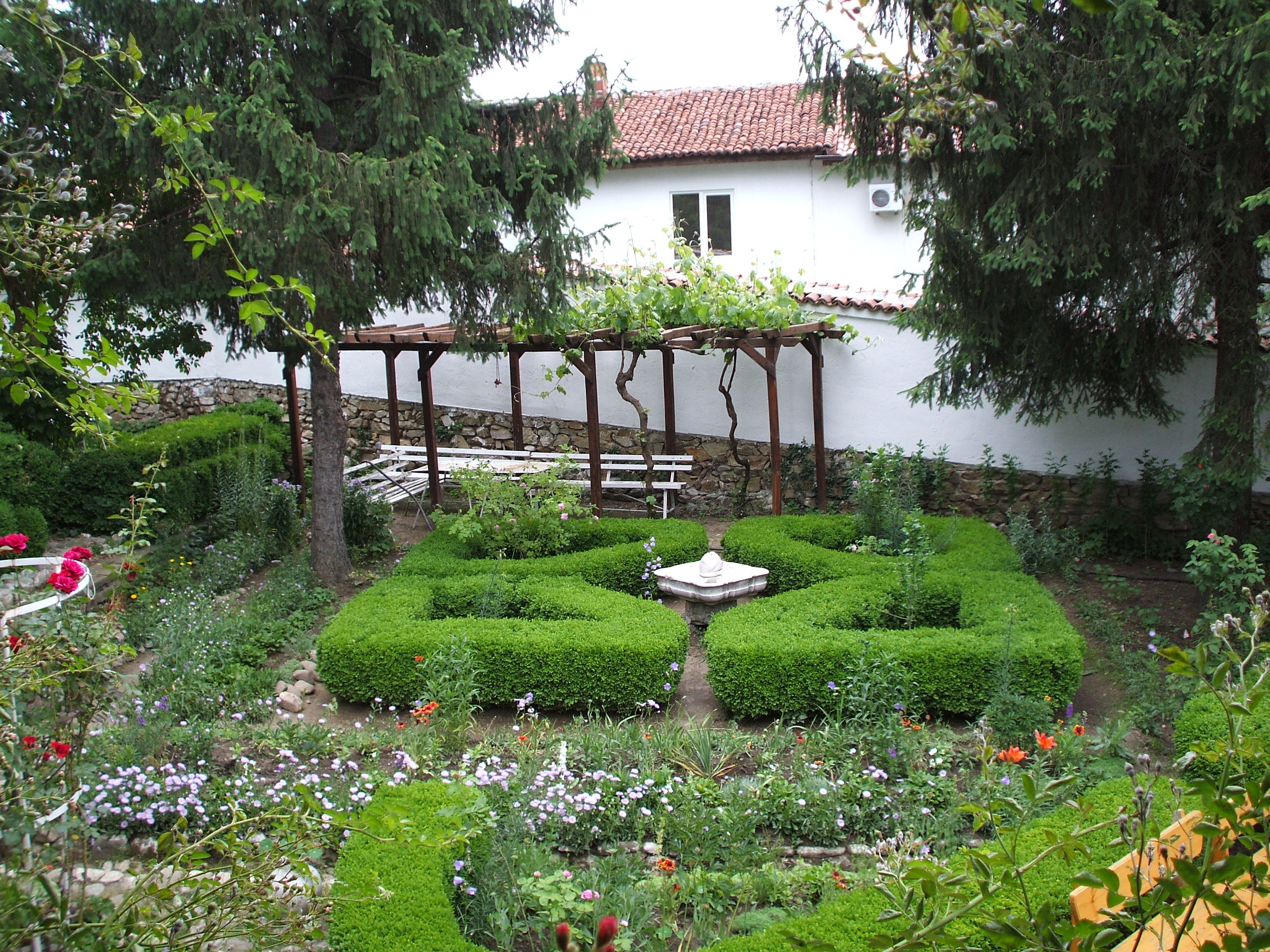
Jardí del Museu ¨Rose.

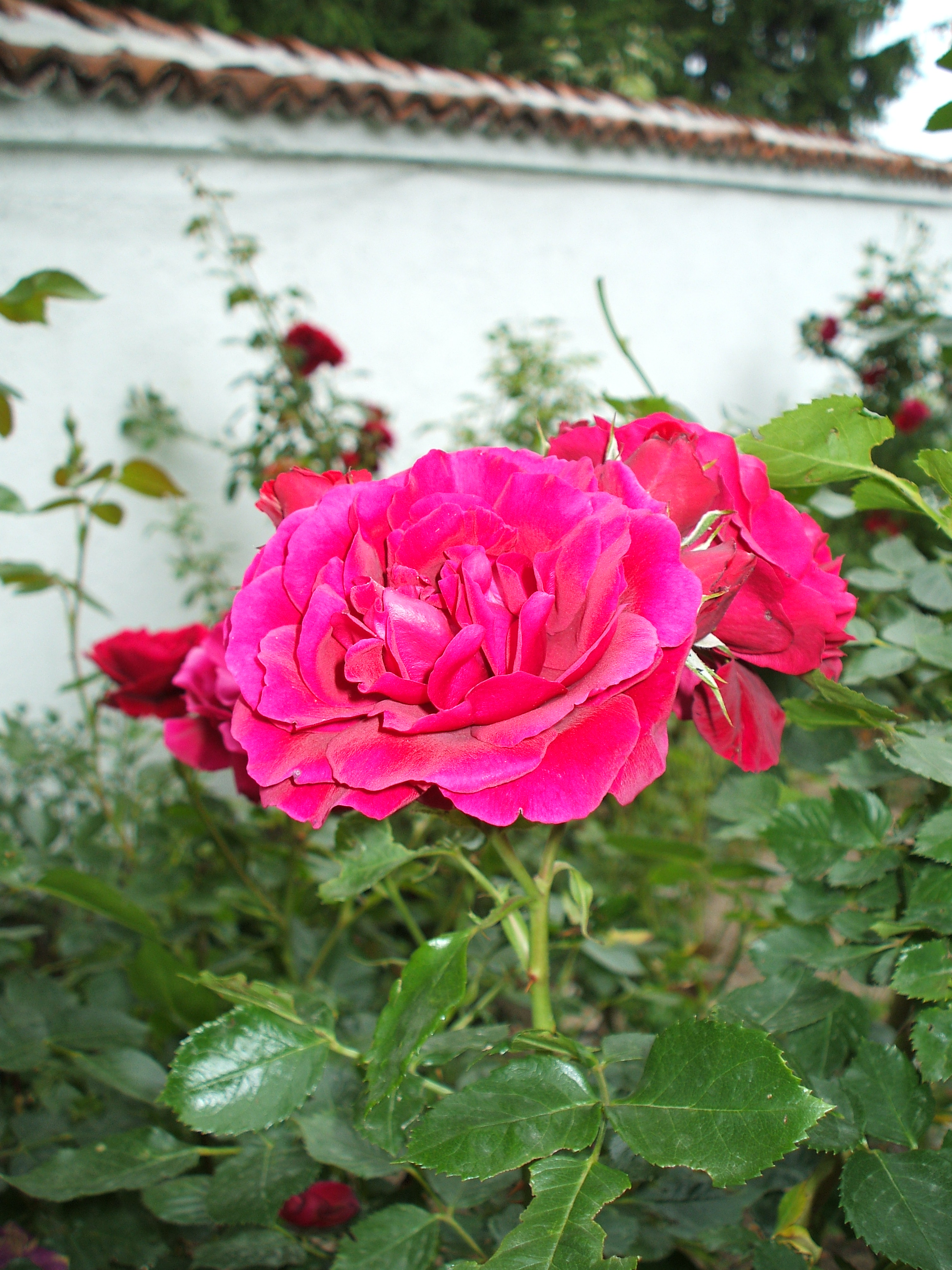
Una rosa al museu de les roses.

### Indústria de les roses
La ciutat està a l'est de la famosa Vall de les Roses, que està flanquejat per muntanyes mitjanes als seus confins. Aquesta és meravellosa al maig, quan els camps de roses floreixen i la seva fragància se sent arreu. La collita de les roses i la producció d'oli de les roses per a l'exportació internacional és de major importància per a l'economia local. Hi ha una fàbrica d'oli de roses a Kazanlâk.
Segons la The Ultimate Visual Encyclopedia, Bulgària és el principal productor del món d'oli de roses i els jardins de roses de Kazanlâk són els més importants del món. A banda, també s'hi produeix una rosa particular.

#### Festival de les Roses
El Festival de les Roses és un dels esdeveniments més importants de Bulgària. Està dedicat a la bellesa de les flors, a la primavera i a la fragància de la rosa de Kazanlâk. Les celebracions es fan la primera setmana de juny, una setmana plena d'actes. Entre ells sobresurt la proclamació de la "Reina de les Roses". El Festival es va començar a celebrar el 1903. Hi ha molts turistes que visiten la ciutat durant aquestes festes.

### Altres indústries
- Arsenal Corp. és una fàbrica fundada el 1924 dedicada a la fabricació equipament militar: armes petites (sobretot AK-47), míssils antiaeris i metralladores pesades.
- M+S Hydraulic i Caproni JSC: empreses que fabriquen components hidràulics.
- Hi ha tres fàbriques tèxtils.

## Educació
A Kazanlâk hi ha les següents escoles:
- SOU Ekzarh Antim I
- PMG Nikola Obreshkov
- HG Sts. Cyril and Metodius
- Bulgarska Roza Secondary School
- TMET Ivan Hadjienov
- Mati Bolgaria
- Transport Technical School
- Hydravlika Vocational School
- Academician Dechko Uzunov
- National High School of Plastic Arts and Design

## Personalitats notables
- Chudomir, escriptor
- Emanuil Manolov, compositor
- Petko Staynov, compositor
- Dechko Uzunov, artista
- Nenko Balkanski, artista
- Svetla Ivanova, cantant pop
- Elvira Georgieva, cantant de chalga (folk búlgar)
- Petko Orozov, filantrop, industrial de les roses i innovador
- Ivan Milev, artista
- Borislav Sabchev, filòsof de les religions. Acadèmic.

## Relacions internacionals

### Ciutats agermanades
| Country   | City           | Date |
| --------- | -------------- | ---- |
| Egipte    | Alexandria     | 2006 |
| Egipte    | Luxor          | 2006 |
| França    | Grasse         | 2004 |
| França    | Saint-Herblain | 2008 |
| Grècia    | Véria          | 2001 |
| Russia    | Togliatti      | 1994 |
| Japó      | Fukuyama       | 1995 |
| Macedònia | Kòtxani        | 2007 |
| Hongria   | Nagykanizsa    | 1970 |
| Romania   | Târgovişte     | 2004 |

## Altres Kazanlak
- El Pic Kazanlak, a l'Illa Livingston, a les Illes Shetland del Sud, Antàrtida ha rebut el seu nom per la ciutat de Kazanlâk.